# Fixey
Fixey est une localité de Fixin une ancienne commune française, située dans le département de la Côte-d'Or et la région Bourgogne-Franche-Comté. La commune a disparu officiellement le 28 janvier 1860 à la suite de son rattachement à la commune de Fixin.

## Histoire
Par décret impérial du 28 janvier 1860, la commune de Fixey est rattachée à la commune voisine de Fixin.

## Administration
| Période                                  | Période | Identité | Étiquette | Qualité |
| ---------------------------------------- | ------- | -------- | --------- | ------- |
|                                          |         |          |           |         |
| Les données manquantes sont à compléter. |         |          |           |         |

## Démographie
| 1793 | 1800 | 1806 | 1821 | 1831 | 1836 | 1841 | 1846 | 1851 |
| ---- | ---- | ---- | ---- | ---- | ---- | ---- | ---- | ---- |
| 86   | 101  | 95   | 101  | lac. | lac. | lac. | lac. | lac. |

| 1856 | - | - | - | - | - | - | - | - |
| ---- | - | - | - | - | - | - | - | - |
| lac. | - | - | - | - | - | - | - | - |

Histogramme

(élaboration graphique par Wikipédia)